# Street Talk (Steve Perry)
Street Talk è il primo album del cantante statunitense Steve Perry, pubblicato nel 1984.

## L'album
L'album contiene la hit di maggiore successo del cantante: Oh Sherrie, dedicata alla sua ragazza Sherrie Swafford. Il video del singolo, nel quale compare la stessa Swafford, è stato trasmesso ripetutamente da MTV. 
Invece la base musicale della canzone It's Only Love dello stesso Perry ricorda molto la canzone Dinosaucers, interpretata da Cristina D'Avena e sigla dell'omonima serie animata andata in onda su Italia 1.
Altri brani di successo dell'album sono Foolish Heart, She's Mine e Strung Out. Nell'album suonò anche Craig Krampf, il batterista della prima band del cantante. L'album è dedicato a Richard Michaels, il bassista della sua prima band Alien Project, morto in un incidente stradale.

## Tracce
1. Oh Sherrie (Bill Cuomo, Randy Goodrum, Craig Krampf, Perry) – 3:48
2. I Believe (Goodrum, Duane Hitchings, Krampf, Perry) – 4:12
3. Go Away (Cuomo, Goodrum, Perry) – 4:05
4. Foolish Heart (Goodrum, Perry) – 3:39
5. It's Only Love (Goodrum, Perry) – 3:47
6. She's Mine (Goodrum, Perry) – 4:26
7. You Should Be Happy (Goodrum, Perry) – 3:20
8. Running Alone (John Bettis, Hitchings, Krampf, Perry) – 4:05
9. Captured by the Moment (Cuomo, Goodrum, Perry) – 3:47
10. Strung Out (Krampf, Perry, Billy Steele) – 3:51
11. My My My (Perry, Krampf, Richard Michaels Haddad, Steve DeLacey) – 2:24 *
12. Harmony (Perry) – 3:58 *
13. Makes No Difference (Perry, Krampf, Haddad, DeLacey) – 4:53 *
14. Don't Tell Me Why You're Leaving (Perry, Danny Kortchmar, Krampf) – 3:13 *
15. If Only for the Moment, Girl (Perry, Goodrum) – 4:09 *

- Le tracce 11 - 15 sono bonus track inserite nella versione rimasterizzata del 2006
- Le tracce 11 - 13 sono demo del progetto Alien

## Musicisti
- Bill Cuomo - piano, sintetizzatore
- Chuck Domanico - basso
- Steve Douglas - sassofono
- Brian David Garafolo - basso
- Randy Goodrum - piano
- Duane Hitchings - sintetizzatore
- Craig Krampf - batteria
- Larrie Londin - percussioni
- Steve Perry - voce
- Sterling Smith - tastiere
- Waddy Wachtel - chitarra

## Videoclip
1. Oh Sherrie